# 赤松明勅

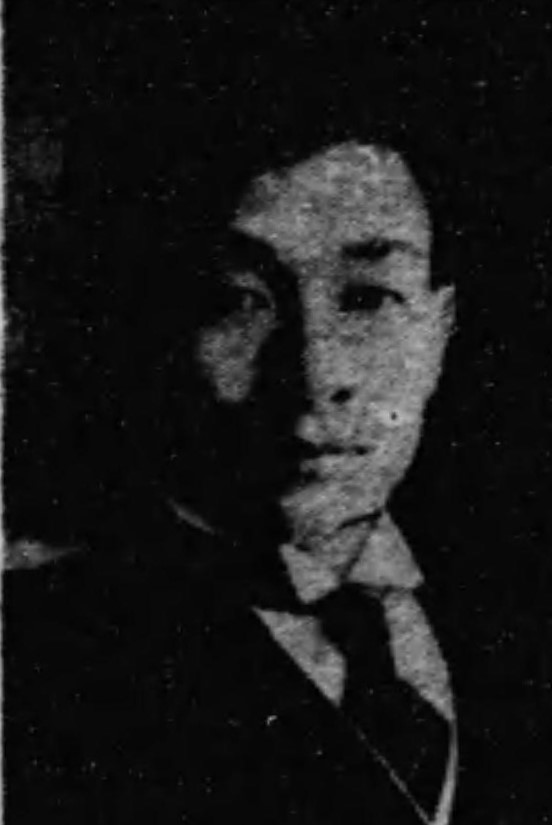
赤松明勅

赤松 明勅（あかまつ めいちょく、1912年3月11日 - 1965年2月6日）は、日本の政治家。日本社会党衆議院議員（1期）。

## 経歴
愛媛県宇摩郡金砂村（のち伊予三島市、現・四国中央市）出身。日本大学大阪専門学校（現・近畿大学）で学ぶ。海南新聞記者となり、赤松博集堂製本工場を経営する。関西製本業統制組合専務理事、全国製本紙工商工業協同組合専務理事、上分村農民組合長となる。
戦後、日本社会党愛媛県支部連合会執行委員となり、1947年の第23回衆議院議員総選挙では愛媛2区から日本社会党公認で立候補してトップ当選、衆議院議員を1期務めた。1949年の第24回衆議院議員総選挙では社会革新党から立候補したが落選した。1965年2月6日、死去。52歳没。